# Oldenborg (land)
 For alternative betydninger, se Oldenborg. (Se også artikler, som begynder med Oldenborg)
Oldenborg (tysk: Oldenburg) var tidligere en stat i det nordvestlige Tyskland, der i forskellige former eksisterede som et statsligt territorium fra begyndelsen af 1100-tallet til 1946. Siden oprettelsen af Forbundsrepublikken Tyskland har størstedelen af området tilhørt delstaten Niedersachsen.
Oldenborg opstod som grevskab i begyndelsen af 1100-tallet og blev rigsumiddelbart i 1180. Det blev i 1272 arvedelt i Oldenborg og Delmenhorst, men blev forenet igen i starten af 1400-tallet. Fra 1667 til 1773 blev det regeret af de danske konger, hvorefter det overgik til en sidelinje af huset Holsten-Gottorp og blev ophøjet til hertugdømme. Under Napoleonskrigene var Oldenborg indlemmet i det franske kejserrige, hvorefter det ved Wienerkongressen blev ophøjet til storhertugdømme. Fra 1871 til 1946 var det en delstat i det Tyske Rige, fra 1918 som republik. Efter Anden Verdenskrig blev det indlemmet i landet Hannover.
Oldenborg er hjemsted for forskellige slægter og dynastier. Det danske kongehus, Europas ældste endnu regerende kongehus, stammer i mandslinjen fra det tidligere grevskab Oldenburg. Disse kan så bl.a. gennem kvindeled føre slægten tilbage til Gorm den Gamle.

## Historie

### Grevskabet Oldenborg 1108–1774
I slutningen af 1000-tallet omtales en vis Egilmar som "en mægtig greve i grænseområdet mellem frisere og saksere". Fra ham stammer den endnu frem til 1. verdenskrig regerende storhertugslægt, og hans stamborg "Olde borg" (den gamle borg) er den kerne, omkring hvilken den oldenborgske stat voksede op. Egilmars ætlinger var vasaller under de mægtige sachsiske hertuger. Da, efter hertug Henrik Løves fald i 1180, Oldenborg blev udskilt fra Sachsen og kom under bremensk overhøjhed, indebar dette overgangen til en faktisk, omend først i 1500-tallet formeligt fastslået, rigsumiddelbar stilling. Ved midten af 1200-tallet byggede greve Johan 1. borgen Delmenhorst, efter hvilken hans efterkommere kaldte sig "grever af Oldenborg og Delmenhorst". Men Delmenhorst styredes ofte af bilinjer og forenedes vedvarende med Oldenborg først i 1600-tallet. I de nordlige og vestlige dele af Oldenborg boede frisere og stedinger, med hvilke de oldenborgske grever i middelalderen førte et antal fejder. Stedingerne mistede i slaget ved Altenesch 1234 en stor del af deres land til Oldenborg. Ved kampe i begyndelsen af 1500-tallet blev fra friserne erobret blandt andet landet mellem Jadebusen og Weser.

#### Den oldenborgske fyrsteslægti Danmark
En af grev Didrik den Lykkeliges sønner, Christian 8., valgtes 1448 til konge af Danmark som Christian 1., hvorpå han 1454 overlod sin andel af Oldenborg til sin yngre broder Gerhard den Stridbare. Dennes sønnesøn Anton 1. (død 1573), som fra 1526 regerede først sammen med sine ældre brødre, men efter 1529 faktisk alene, gennemførte reformationen, men bistod kejseren i den schmalkaldiske krig og tog 1531 sit grevskab formelt som len af kejseren, hvor efter greverne af Oldenborg og Delmenhorst havde sæde og stemmeret i den westfaliske kredsdag.
Under Antons sønnesøn Anton Günther (1603–1667) forenedes Delmenhorst for bestandig med Oldenborg i 1647, og tillige blev de sidste frisiske herskaber, Jeverland (i 1575) og Kniphausen (i 1623), forenet med Oldenborg. Han regerede med styrke og visdom og havde held til under Trediveårskrigens storme at bevare en næsten uforstyrret fred. Af kejseren fik han endog ret til den indbringende Wesertold. Eftersom han var den sidste af sin æt, tilfaldt Oldenborg efter hans død i henhold til en traktat kongen af Danmark, mens Jeverland tilfaldt fyrsterne af Anhalt-Zerbst.

#### Studehandel
I tiden fra 1550–1700 spillede Oldenborg en vigtig rolle i den danske studehandel: Gennem hele dette tidsrum skete en omfattende eksport af staldokser, der stammede fra Danmark og var kommet ned gennem Holsten til markedet i Wedel ved Elben, der fandt sted fra midten af marts til midten af april. Det var en transport af de såkaldte "magre" okser, der var bragt til opfedning i marskområderne i de tidlige sommermåneder. Med tiden fik efterårseksporten af "fede" okser, der gik fra marskens græsarealer til slagtning i de nordtyske byer dog stigende betydning. Oldenborg fik en vigtig rolle som gennemfartvej den sidste strækning til de hollandske og nordvesttyske aftagere.

#### Skånske Krig
Under den skånske krig kom Oldenborg til at spille en vis rolle, da danske tropper fra Oldenborg, under general Baudissin, i alliance med to af Sveriges andre fjender, biskoppen af Münster og hertugen af Braunschweig-Lüneburg, gjorde indfald i Bremen og her erobrede blandt andet de to svenske fæstninger Carlsburg ved Weser, anlagt 1674 af den franske oberst Melle, og Stade ved Elben. Fra dansk side var det hensigten ved byttets deling at sikre sig så meget af Hertugdømmet Bremen, at Oldenborg og Holsten ville kunne blive et sammenhængende område, men siden vendte krigslykken, da Frankrig angreb, faldt ind i Oldenborg fra Westphalen, brandskattede landet og endda truede Holsten, hvilket var medvirkende til, at Christian 5. gik ind på at slutte freden i Lund 1679.
Oldenborg havde ifølge en folketælling afholdt i 1769 blot 79.071 indbyggere.

### Hertugdømmet Oldenborg 1774–1810

#### Oldenborg mageskiftes
I henhold til en aftale af 1. juni 1773 med den i Rusland og Holsten-Gottorp regerende linje af huset Oldenborg bortbyttede Danmark Oldenborg og Delmenhorst mod den hertugelige del af Holsten, hvorved intet forbehold gjordes for den i Sverige regerende holsten-gottorpske linjes eventuelle arveret, hvilket Gustaf 3. opfattede som en forulempning og som fik ham til at i december 1773 hos den tyske kejser anmelde et forbehold for egne og sine brødres rettigheder. Imidlertid tog den da regerende holsten-gottorpske hertug og den russiske storfyrste Paul af Rusland (senere zar Paul 1.) Oldenborg og Delmenhorst i besiddelse, men overlod dem allerede samme år (1773) ved et mageskifte til sin farfars fætter Frederik August (død 1785), fyrstbiskop af Lübeck, af den yngre gottorpske linje, som 1774 af kejser Josef 2. ophøjedes til hertug af Oldenborg (en broder til ham, Adolf Frederik, var i 1751 blevet svensk konge).
Eftersom Frederik Augusts søn, Peter Fredrik Vilhelm (død 1823), var sindssvag, forestodes regeringen under hans levetid af hans fætter, Peter Fredrik Ludvig, fyrstbiskop og fra 1803 fyrste af Lübeck. I 1803 tillagdes Oldenborg en del af det sekulariserede bispedømme Münster.
Som følge af det regerende hus' forbindelse med Rusland besattes Oldenborg 1806 af franskmænd og hollændere. Ved Freden i Tilsit fik hertugen sit land tilbage og indtrådte 1808 i Rhinforbundet. Men da han ikke ville gå med til Napoleons forslag om at bytte sit land med Erfurt, besatte Napoleon landet 1810 og indlemmede det i det franske kejserdømme, en omstændighed, som på afgørende vis bidrog til det endegyldige brud mellem Frankrig og Rusland.

### Storhertugdømmet Oldenborg 1814–1918
Wienerkongressen genoprettede og tilbagegav hertugen Oldenborg, der blev udvidet med Fyrstendømmet Birkenfeld (en del af det franske departement Saar) og ophøjet til storhertugdømme. Selv om Oldenborg nu blev et storhertugdømme, begyndte Oldenborgs regenter dog først at bruge titlen storhertug efter et tronskifte i 1829. I 1818 afstod kejser Alexander 1. af Rusland Jeverland.
I 1823 blev Peter Frederik Ludvig regent også af navn, og han efterfulgtes af sin søn Paul Frederik August 1. (1829–1853), som i 1829 antog den allerede af Wienerkongressen bestemte titel storhertug. I 1836 sluttede Oldenborg med Kongeriget Hannover og Hertugdømmet Braunschweig et fælles toldforbund, den såkaldte Steuerverein, som 1853 ansluttede sig til det under Preussens ledelse stående Tyske Toldunion. Under revolutionsåret 1848 forekom ingen alvorligere uroligheder i Oldenborg, og storhertugen gav landet 1849 en liberal forfatning, som 1852 blev revideret i mere konservativ ånd. August efterfulgtes af sin ældste søn Niels Fredrik Peter (1853–1900), som klart sluttede sig til Preussens politik. Han afstod 1853 et stykke land ved Jadebusen til anlæggelse af en preussisk krigshavn (der senere blev til Wilhelmshaven), indgik i toldforbundet og protesterede 1863 mod Christian 9.'s tronbestigelse i Danmark. Han forsøgte også at gøre en egen arveret i hertugdømmerne gældende, men stod 1866 trofast på Preussens side. I krigen med Østrig 1866 stillede han sine tropper til Preussens rådighed, og den 18. august samme år indtrådte Oldenborg i det Nordtyske Forbund.
Under revolutionen 1848–1849 fik landet en ny grundlov. I 1852 indtrådte Oldenborg ti den tysk-østrigske postforening, og samme år fik storhertugdømmet sine første frimærker. I 1854 genforenedes Kniphausen med Oldenborg, og samme år trådte storhertugdømmet inf i det tyske toldforbund.
Under krigen i 1864 med Danmark var Oldenburg neutralt. Under Presussens krig mod Østrig valgte Oldenburg at stille sig på Preussens side. Oldenborg deltog tillige i krigen mod Frankrig 1870–1871.

#### I det tyske kejserrige
1867 solgte storhertugen sine slesvig-holstenske arvekrav til fordel for Preussen for l mio. thaler og det holstenske amt Ahrensböck. 1871 indtrådte Oldenborg i det Tyske Rige. Peter efterfulgtes af sin søn, storhertug Fredrik August (født 16. november 1852), der regerede frem til verdenskrigen. Ved en traktat af 1903 afstod Rusland sine arvekrav på Oldenborg til fordel for lederen af huset Slesvig-Holsten-Sønderborg-Glücksborg.

### Mellemkrigstiden
Den sidste storhertug, Frederik August 2., blev i forlængelse af novemberrevolutionen ved 1. Verdenskrigs afslutning tvunget til at abdicere den 11. november 1918. Efter storhertugens afgang blev Oldenborg en republik, og som Fristaten Oldenburg blev landet en af delstaterne i Weimarrepublikken. I 1937 mistede fristaten sine eksklaver Eutin og Birkenfeld til Fristaten Preussen og fik i stedet byen Wilhelmshaven.

### Efter 2. verdenskrig
I 1946, efter 2. Verdenskrig, blev Fristaten Oldenborg nedlagt og omdannet til et eget forvaltningsområde, den administrative region (Verwaltungsbezirk) Oldenborg, der blev en del af den nye delstat Niedersachsen, som i 1949 blev en del af Vesttyskland. I en folkeafstemning den 19. januar 1975 stemte Oldenborgs medborgere for, at området skulle blive en egen delstat og dermed forlade Niedersachsen. Den tyske forbundsdag afslog dog i januar 1976 ansøgningen om at genoprette Oldenburger Land som en egen delstat. Den 1. februar 1978 blev Oldenborg en del af Regierungsbezirk Weser-Ems. Samtidigt blev Oldenborg hovedstad i området. Den 1. januar 2005 opløstes dette Regierungsbezirk, og derved afsluttedes byen Oldenborgs historie som regeringssæde.